# Volkswagen Constellation

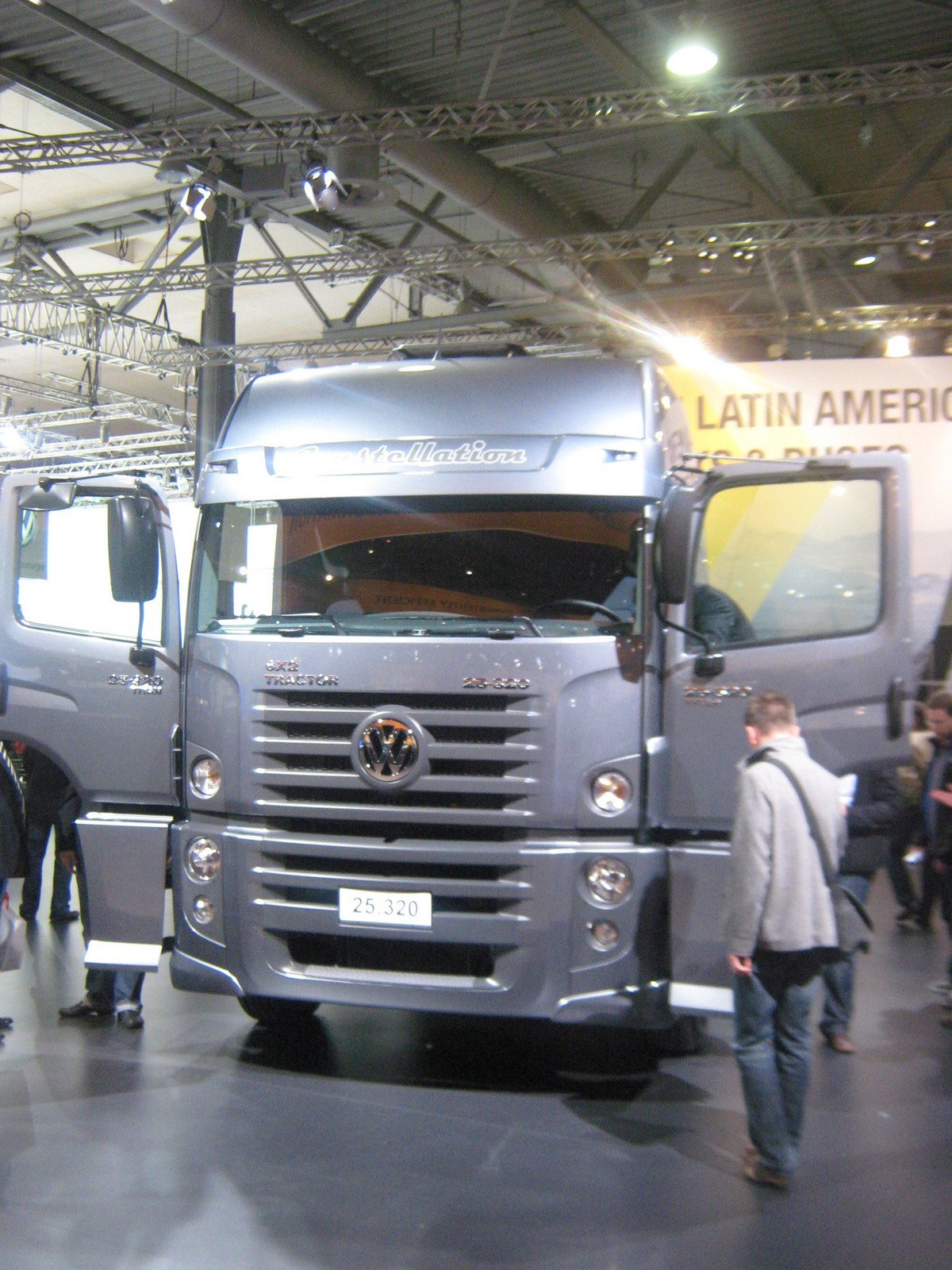
Le Constellation 19.360.

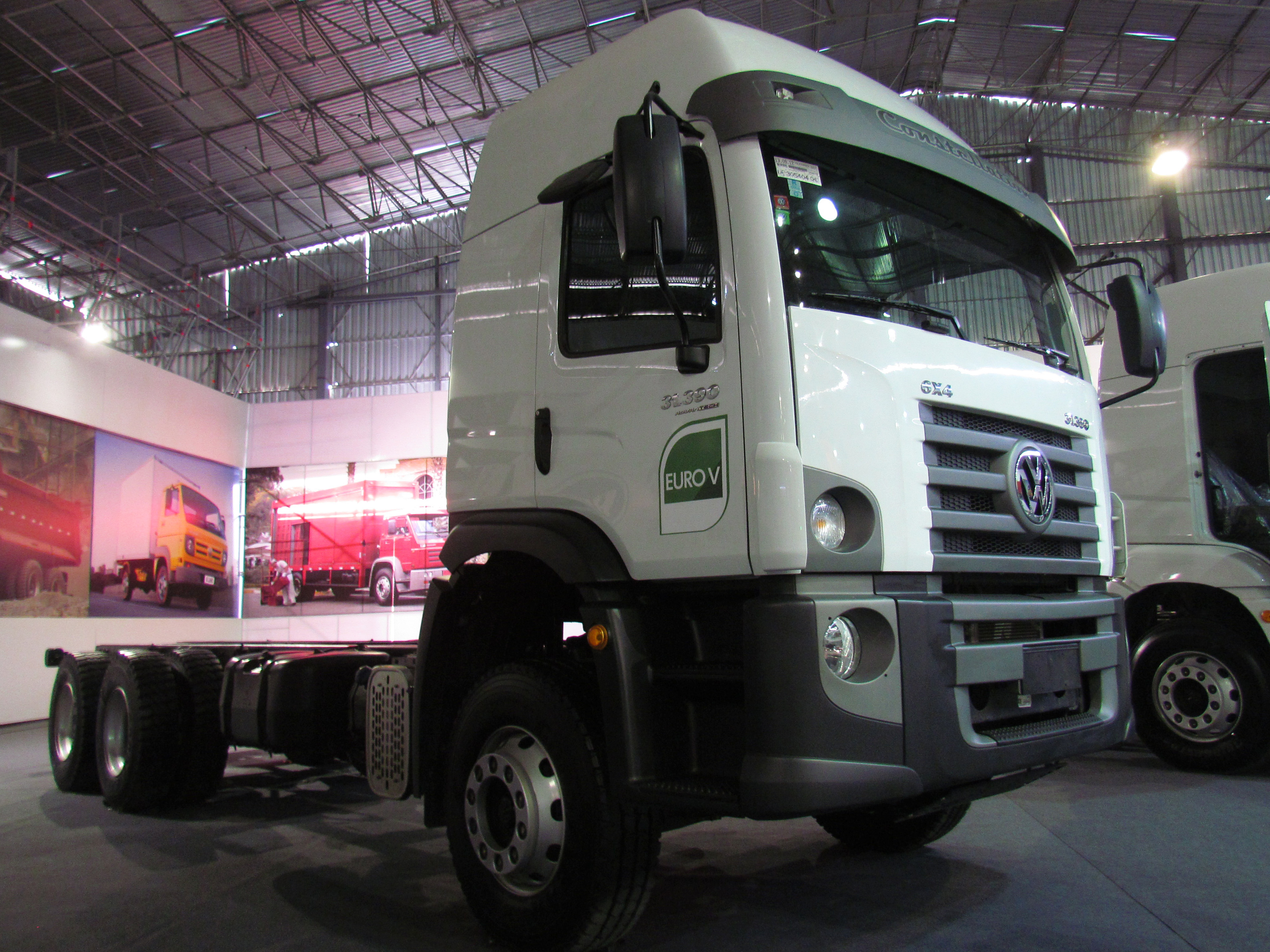
Constellation 31.330 6x4.

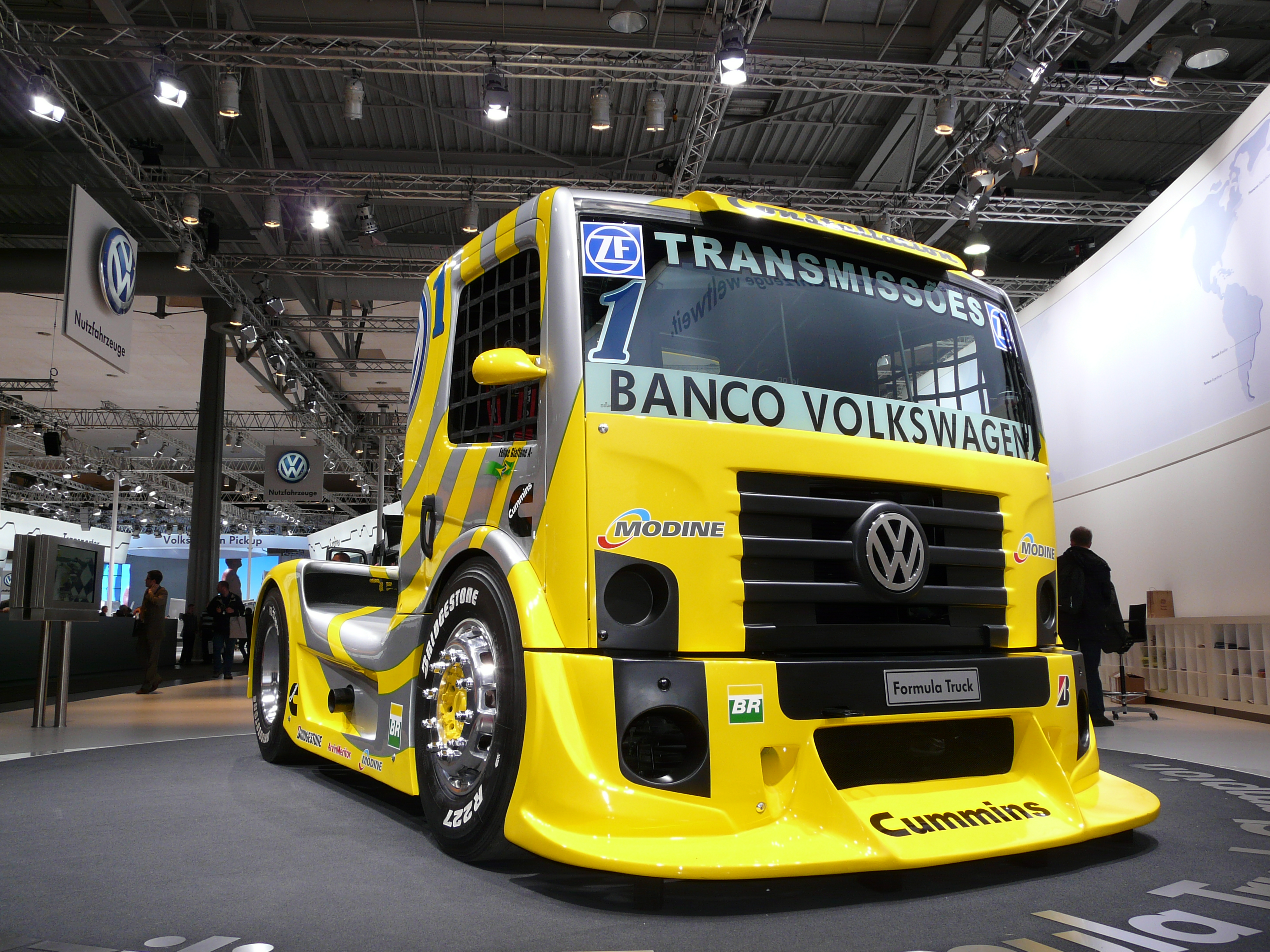
VW Constellation de course.

Le Volkswagen Constellation est un camion produit à partir de 2005 à Resende au Brésil par Volkswagen Caminhões e Ônibus. Il est destiné principalement au marché sud-américain (Argentine, Chili, Mexique, Brésil) mais il est aussi vendu en Afrique du Sud. Il est décliné en plusieurs versions de la version 13.181 à 31.330. La version la plus connue est la version 19.360 caractérisée par ses pare-chocs peints. Il est vendu aux côtés des Delivery, Worker et Workline (des camions Volkswagen de plus petites tailles).

## Moteurs
| modèle      | moteur     | type     | norme puissance |
| ----------- | ---------- | -------- | --------------- |
| 13.190      | MAN D08 34 | porteur  | EURO V          |
| 15.190      | MAN D08 34 | porteur  | EURO V          |
| 17.190      | MAN D08 34 | porteur  | EURO V          |
| 17.230      | MAN d08 34 | porteur  | EURO V          |
| 17.280      | MAN D08 36 | porteur  | EURO V          |
| 17.280 HR   | MAN D08 36 | porteur  | EURO V          |
| 17.280 trac | MAN D08 36 | tracteur | EURO V          |
| 17.330      | ISL 330    | porteur  | EURO V          |
| 19.330      | ISL 330    | porteur  | EURO V          |
| 19.330 trac | ISL 330    | tracteur | EURO V          |
| 19.360      | ISL 360    | tracteur | EURO V          |
| 24.280      | MAN D08 36 | porteur  | EURO V          |
| 24.330      | ISL 330    | porteur  | EURO V          |
| 25.420      | ISL 420    | tracteur | EURO V          |
| 25.390      | ISL 400    | tracteur | EURO V          |
| 26.280      | MAN D08 36 | tracteur | EURO V          |
| 26.420      | ISL 420    | tracteur | EURO V          |
| 31.280      | MAN D08 36 | tracteur | EURO V          |
| 31.330      | ISL 330    | tracteur | EURO V          |
| 31.390      | ISF 390    | tracteur | EURO V          |